# AK-Modell
Das AK-Modell oder Rebelo-Modell ist in den Wirtschaftswissenschaften ein endogenes Wachstumsmodell, das auf den portugiesischen Ökonomen Sérgio Rebelo (1992) zurückgeht.

## Modell und Aussagen
Die Produktionsfunktion des Modells wurde bereits vorher verwendet und später vielfältig erweitert. Sie ist linear und erklärt das Produktionsergebnis (Y) über den Einsatz von Kapital (K) und einen gesamtwirtschaftlichen Technologieparameter (A), der größer Null ist:
{\displaystyle Y=A\cdot K}.
Dies ist im Prinzip eine Variante der Cobb-Douglas-Funktion {\displaystyle Y=AK^{a}L^{1-a}}, für die der Parameter {\displaystyle a} Eins ist. Unter dem Kapitalbegriff sind sowohl Sachkapital als auch Humankapital zusammengefasst. Ungelernte Arbeit spielt hingegen keine Rolle, was für moderne Produktionstechniken plausibel ist. 
Die Erhöhung des Technologieparameters etwa durch Adaption externen Wissens führt zu einem Steigen der langfristigen Wachstumsrate. Durch das AK-Modell sind auch dauerhafte Unterschiede im Wachstum von Volkswirtschaften erklärbar.

## Kritik
Kritisiert wird das Nichtbeachten von ungelernter Arbeit. In Industrieländern mag dies plausibel sein, aber für weniger entwickelte Länder ist dies problematisch. Auch die Aggregation von Humankapital und Sachkapital an sich ist nicht problemlos. So muss die Kapitalakkumulationsrate nun sowohl auf das Sachkapital als auch auf das Humankapital bezogen werden. Die Erfassung der Investitionen in das Humankapital scheint schwierig, da in volkswirtschaftlichen Gesamtrechnungen die relevanten Ausgaben wie Lehrergehälter, Lebenshaltungskosten von Studenten usw. als Konsumausgaben erfasst sind. Die Gesamtheit dieser zur Humankapitalbildung benötigten Ausgaben wird oft als produktiver Konsum bezeichnet.

## Wirtschaftspolitische Implikationen
Aus dem AK-Modell ergibt sich, dass eine Erhöhung des Pro-Kopf-Einkommens erreicht werden kann durch:
1. Investitionen in Sach- und Humankapital, z. B. Ausbau Infrastruktur oder Ausbau des Bildungssektors
2. Erleichterung des Zugangs zu (externem) Wissen
3. einerseits: Schutz von Eigentumsrechten, um so den Anreiz der Forschung zu erhöhen
4. andererseits: kein zu großer Schutz von Eigentumsrechten, damit sich Forschungsergebnisse verbreiten können
5. Unterstützung ausländischer Kapitalzuflüsse
6. Eindämmung des Bevölkerungswachstums

## Betrachtung bei offener Volkswirtschaft
Das AK-Modell im Falle einer offenen Volkswirtschaft wurde von verschiedenen Wissenschaftlern analysiert.
Im Fall gleicher Zinssätze im In- und Ausland würde keine Kapitalbewegung erfolgen, sich also das Gleichgewicht nicht von dem der geschlossenen Volkswirtschaft unterscheiden. Anders im Fall unterschiedlicher Zinssätze. Diese entstehen durch unterschiedliche Zeitpräferenzraten der Haushalte. Kapital würde nun vom Land mit niedrigerem Zinssatz in das mit dem höheren fließen. Im Modell wird aber nicht von abnehmendem Grenznutzen des Kapitals ausgegangen. Dadurch würde bei vollständiger Kapitalmobilität das Kapital vollständig in das Land mit dem höheren Zinssatz fließen. Dies ist ein empirisch nicht feststellbarer Tatbestand. Erklären könnte man diesen Tatbestand nur über begrenzte Kapitalmobilität, so dass ein Abfluss nicht beliebig hoch erfolgen kann.